# Ernst Georg Sonnin
Ernst Georg Sonnin, né le 10 juin 1713 à Quitzow et mort le 8 juillet 1794 à Hambourg, est un architecte baroque et ingénieur brandebourgeois.

## Biographie
Sonnin a douze ans à la mort de son père et il étudie alors à Altona (qui appartenait à la couronne du Danemark) au Christianeum. Ensuite de 1729 à 1743, il étudie la théologie, les mathématiques à Halle et à l'université d'Iéna. Il est ensuite précepteur de latin et de mathématiques. Ses connaissances techniques et mathématiques le font collaborer comme ingénieur pour la construction de clochers d'églises, comme celui de l'église Saint-Jacques de Hambourg. On en appelle aussi à lui en 1750 pour l'église Saint-Michel de Hambourg et il se spécialise dans l'architecture. Ainsi il construit en 1754 le manoir de Kaden et la maison du pasteur de Westensee. Pendant la décennie 1760-1770, Il restaure à Hambourg la cathédrale Sainte-Marie, bâtit l'ancienne église Saint-Nicolas (détruite par un incendie en 1842) et l'église Sainte-Catherine. Il travaille en 1763 à l'aménagement du château de Kiel et entre 1775 et 1781 construit l'église Saint-Barthélemy de Wilster (de) en style baroque tardif.
Sonnin est appelé au duché de Lunebourg en 1785. Il est nommé architecte de la ville et des salines. Il construit le palais de Pinneberg (de) et selon toute probabilité est aussi l'architecte du palais Doos (de) à Wilster.
Sonnin était membre de la Société patriotique fondée en 1765 à Hambourg. Grâce à elle, il put faire construire une école d'architecture en ville.